# Théorie quantique des champs axiomatique

## Introduction
Dans les années 1950, avec les succès de la renormalisation perturbative en électrodynamique quantique, est apparu le besoin d'une formulation mathématiquement rigoureuse de la théorie quantique des champs à partir des quelques principes généraux, dont : 
- les concepts de la mécanique quantique,
- l'invariance sous le groupe de Poincaré,
- la localité des champs.

L'objectif était d'éclaircir le statut des équations de la théorie quantique des champs, et d'essayer de montrer qu'il existe des solutions à ces équations. Deux formulations sont apparues :
- Formulation classique : suivant la voie originale définie dans les Fondements mathématiques de la mécanique quantique de John von Neumann (1932) et poursuivi par Wightman et Streater, elle est basée sur un espace de Hilbert {\displaystyle {\mathcal {H}}}. Une observable est alors représentée par un opérateur auto-adjoint {\displaystyle {\hat {O}}} agissant dans cet espace de Hilbert. Cette approche utilise abondamment la théorie des distributions inventée par Laurent Schwartz en 1949, car le statut mathématique d'un champ quantique y est celui d'une distribution à valeur opérateur : si {\displaystyle x} désigne un point de l'espace-temps quadri-dimensionnel, {\displaystyle {\hat {A}}(x)} un champ quantique local, et {\displaystyle \varphi (x)} une fonction lisse à support compact, alors :

{\displaystyle {\hat {A}}_{\varphi }\ =\ \int d^{4}x\ {\hat {A}}(x)\ \varphi (x)}
est un opérateur.
- Formulation algébrique : introduite par Segal (1947) et développée par Haag, Ruelle et Kastler, cette approche est basée sur une C*-algèbre, une observable étant ici représentée par un élément {\displaystyle \rho } de cette C*-algèbre.

Ces deux formulations sont entièrement équivalentes en mécanique quantique, où il n'y a qu'un nombre fini de degrés de liberté, en vertu d'un théorème de Von Neumann qui assure l'unicité des représentations irréductibles des relations de commutation canoniques. En revanche, en théorie quantique des champs où il existe un nombre infini de degré de liberté, il y a une infinité non-dénombrable de représentations irréductibles qui sont inéquivalentes, ce qui signifie que l'approche algébrique est a priori beaucoup moins restrictive que la formulation classique.

#### Les classiques
- Ray Streater (en) & Arthur Wightman ; PCT, spin & statistics, and all that., Mathematical physics monograph, W.A. Benjamin (1964). Réédité par Addison-Wesley (1989) dans la série Advanced book classics  (ISBN 978-0-201-09410-7). Réédité par Princeton University Press (avec corrections) dans la série Landmarks in mathematics and physics (2000)  (ISBN 978-0-691-07062-9)
- Res Jost, General Theory of Quantized Fields, American mathematical society, Providence (1965)

#### Les modernes
- Pierre de la Harpe et Vaughan Jones ; An introduction to C*-algebras, cours de mathématiques en ligne
- Rudolf Haag ; Local quantum physics - Fields, particles, algebras, Springer-Verlag (1992) ; 2e édition (1996)  (ISBN 978-3-540-61451-7)
- Huzihiro Araki ; Mathematical theory of quantum fields, International series of monographs on physics, Oxford university press (1999)  (ISBN 978-0-19-851773-3)
- Detlev Buchholz & Rudolf Haag ; The quest for understanding in relativistic quantum physics, Journal of Mathematical Physics 41 (2000) 3674-3697. « hep-th/9910243 », texte en accès libre, sur arXiv.
- Hans Halvorson & Michael Mueger ; Algebraic Quantum Field Theory, à paraître dans : Handbook of the Philosophy of Physics, North-Holland (2006). « math-ph/0602036 », texte en accès libre, sur arXiv.
- Detlev Buchholz ; Algebraic Quantum Field Theory: A Status Report, Plenary talk given at XIIIth International Congress on Mathematical Physics, London, 2000. « math-ph/0011044 », texte en accès libre, sur arXiv.
- Detlev Buchholz ; Current trends in axiomatic quantum field theory, Lecture Notes in Physics 558, Springer-Verlag (2000) p. 43-64. « hep-th/9811233 », texte en accès libre, sur arXiv.
- Bert Schroer (de) ; Lectures on algebraic quantum field theory and operator algebras (2000). « math-ph/0102018 », texte en accès libre, sur arXiv.
- Bert Schroer ; Particle Physics and QFT at the Turn of the Century Old principles with new concepts (an essay on local quantum physics), Journal of Mathematical physics (1999). « hep-th/9810080 », texte en accès libre, sur arXiv.
- Bert Schroer ; Motivations and physical aims of algebraic QFT, Annals of Physics (New-York) 255(2) (1997) 270-304. « hep-th/9608083 », texte en accès libre, sur arXiv.
- Michael Duetsch & Bert Schroer ; Massive vector mesons and gauge theory, Journal of physics A33 (2000) 4317. « hep-th/9906089 », texte en accès libre, sur arXiv.
- Daniele Guido & Roberto Longo ; An algebraic spin and statistics theorem, Communication in Mathematical Physics 172 (1995) 517. « funct-an/9406005 », texte en accès libre, sur arXiv.
- Rudolf Haag ; Questions in quantum physics: a personal view (2000). « hep-th/0001006 », texte en accès libre, sur arXiv.
- Detlev Buchholz & Stephen J. Summers ; Scattering in relativistic quantum field theory: fundamental concepts and tools, dans : J.-P. Francoise, G. Naber and T.S. Tsun (eds.) ; Encyclopedia of Mathematical Physics, Elsevier (à paraître). « math-ph/0509047 », texte en accès libre, sur arXiv.
- Arthur Jaffe ; Constructive quantum field theory, publié dans : A. Fokas, A. Grigoryan, T. Kibble, and B. Zegarlinski (eds.) ; Mathematical physics 2000, Imperial College Press, London (2000) pp. 111-127. Texte complet disponible en pdf
- Arthur Jaffe ; Introduction to quantum field theory, cours donné à l'université Harvard au printemps 2005. Texte complet disponible en pdf
- Ray Streater ; Local fields with the wrong connection between spin and statistics, Communication in Mathematical Physics 5 (1967), p. 88-96
- Ray Streater ; Outline of axiomatic quantum field theory, Reports on progress in physics 38 (1975), p. 771-846. Revue de la période 1954-1974
- Ray Streater ; Why should anyone want to axiomatize quantum field theory?, publié dans : Harvey R. Brown and Rom Harré (eds.) ; Philosophical Foundations of Quantum Field Theory, Clarendon Press, Oxford (1988)
- Bert Schroer ; Reminiscences about many pitfalls and some successes of QFT within the last three decades, Review of Mathematical Physics 7 (1995), 645-688. « hep-th/9410085 », texte en accès libre, sur arXiv.
- Bert Schroer ; Pascual Jordan, his contributions to quantum mechanics and his legacy in contemporary local quantum physics (2000). « hep-th/0303241 », texte en accès libre, sur arXiv.
- Bibliographical information of interest for Local Quantum Physics (LQP) : la bibliographie en ligne du carrefour LQP.